# Stanislav Mel'nykov
Stanislav Anatolijovyč Mel'nykov (in ucraino Станіслав Анатолійович Мельников?; Odessa, 26 febbraio 1987) è un ostacolista ucraino.

## Palmarès
| Anno | Manifestazione    | Sede       | Evento      | Risultato  | Prestazione | Note                                     |
| ---- | ----------------- | ---------- | ----------- | ---------- | ----------- | ---------------------------------------- |
| 2005 | Europei juniores  | Kaunas     | 400 m hs    | Batteria   | 53"74       |                                          |
| 2006 | Mondiali juniores | Pechino    | 400 m hs    | Bronzo     | 50"43       |                                          |
| 2007 | Europei under 23  | Debrecen   | 400 m hs    | 8º         | 51"53       |                                          |
| 2009 | Europei indoor    | Torino     | 400 m piani | Batteria   | 47"24       |                                          |
| 2009 | Europei under 23  | Kaunas     | 400 m hs    | Argento    | 49"88       |                                          |
| 2009 | Mondiali          | Berlino    | 400 m hs    | Batteria   | 50"41       |                                          |
| 2010 | Europei           | Barcellona | 400 m hs    | Bronzo     | 49"09       |                                          |
| 2011 | Mondiali          | Taegu      | 400 m hs    | Semifinale | 49"74       |                                          |
| 2012 | Europei           | Helsinki   | 400 m hs    | Bronzo     | 49"69       |                                          |
| 2012 | Europei           | Helsinki   | 4×400 m     | 7º         | 3'04"56     |                                          |
| 2012 | Giochi olimpici   | Londra     | 400 m hs    | Semifinale | 50"19       |                                          |
| 2014 | Europei           | Zurigo     | 400 m hs    | Semifinale | 50"60       | Miglior prestazione personale stagionale |
| 2016 | Europei           | Amsterdam  | 400 m hs    | Semifinale | 51"06       |                                          |